# Husův sbor (Český Dub)
Husův sbor náboženské obce Církve československé husitské (CČSH) v Českém Dubu v okrese Liberec se nachází ve Hřbitovní ulici na území městské části Horní Předměstí (Český Dub II). Novogotická stavba patří mezi památkově chráněné vily v Libereckém kraji a je zapsaná v Ústředním seznamu nemovitých kulturních památek České republiky.

## Historie
Vilu čp. 10/II vyprojektoval pro místního notáře Josefa Uhlíře českodubský stavitel František Havlina. Na místě staršího přízemního objektu ji pak v roce 1873 postavil Josef Wollmann ze Suché. Na přelomu století vilu koupila Ida Schmittová, vdova po podnikateli Franzi Schmittoví, a věnovala ji jako nadační dům pro sociální účely.
Krátce po skončení druhé světové války se rada starších náboženské obce Církve československé husitské v Českém Dubu, která dosud neměla vlastní sídlo, obrátila na českodubskou radnici s žádostí o přidělení domu čp. 10/II na Horním Předměstí pod hřbitovem. Představitelé města žádosti vyhověli a někdejší Uhlířova vila byla místní náboženské obci Československé církve husitské přidělena 3. července 1945. Následovala rozsáhlá adaptace budovy. Práce byly provedeny během tří měsíců a v říjnu roku 1945 byl českodubský Husův sbor slavnostně otevřen.
Českodubská náboženská obec CČSH přináleží k libereckému vikariátu královéhradecké diecéze Církve československé husitské. V budově Husova sboru v Českém Dubu se konají pravidelné nedělní mše a také jsou zde náboženskou obcí pořádána různá další setkání, besedy a přednášky.

## Popis stavby a jejího okolí
Vila čp. 10/II, nápadná svou historizující novogotickou podobou, stojí na vyvýšeném místě nad křižovatkou ulic Hřbitovní a Řídícího učitele Havla, severně od historického městského jádra. 

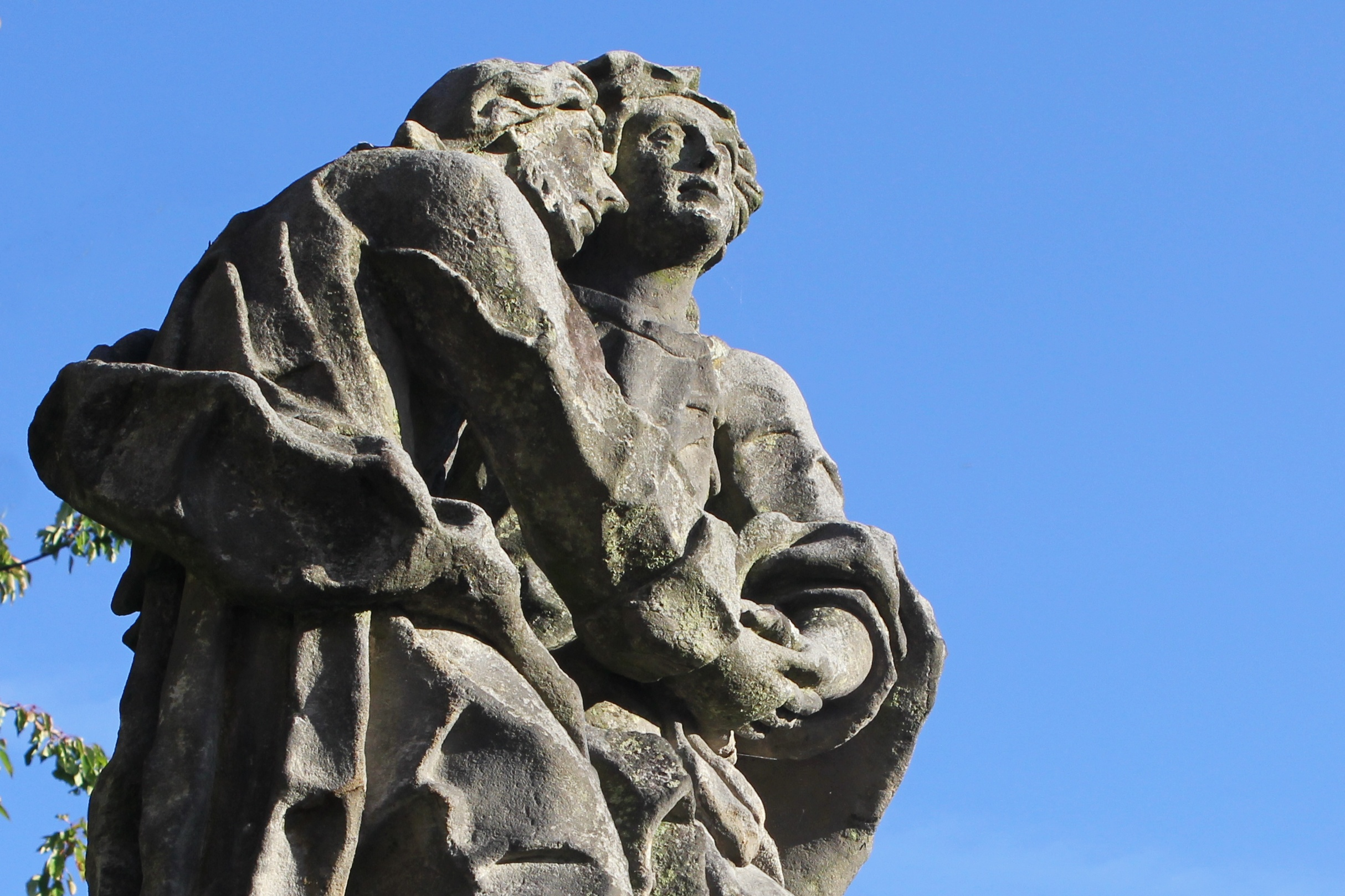
Detail sochy Loučení Krista s Pannou Marií

Západní stranou budova přiléhá k okraji městské památkové zóny, jejíž hranice zde vede Hřbitovní ulicí a dále pak se stáčí na sever po místní komunikaci směrem ke hřbitovu.

Vila je patrová zděná stavba na půdorysu ve tvaru písmene „L“, jen přístavek má východní průčelí hrázděné. Střecha budovy je sedlová. Výraznou součástí objektu je třípodlažní hranolová běž, umístěná na severozápadním nároží a zakončená jehlancovou střechou. Hlavní vstup do budovy na její západní straně tvoří dřevěné dvoukřídlé dveře s motivy slunce. Výraznými architektonickými prvky v novogotickým stylu jsou například některá okna, portál u bočních vstupních dveří v přízemí věže nebo štít zdobený stylizovanými fiálami.

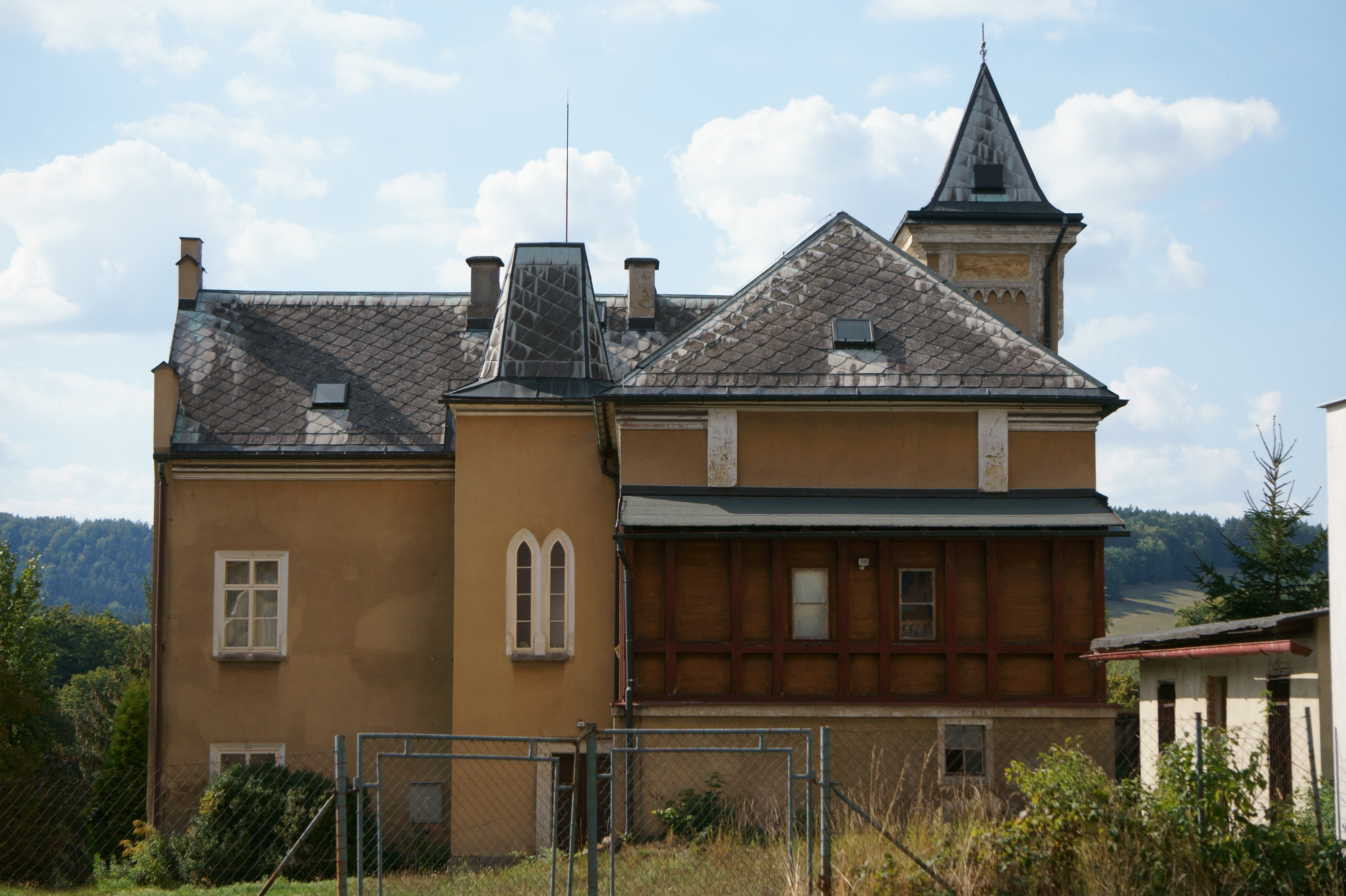
Pohled na zadní, východní stranu budovy s hrázděným přístavkem

O něco níže u schodů před budovou Husova sboru stojí památkově chráněné barokní sousoší Loučení Krista s Pannou Marií. Tuto sochu nechal v roce 1752 zhotovit místní mlynář Ferdinand Václav Schwarz. Pískovcové sousoší, opatřené německým nápisem „AbsCIeD IesV Von MarIa.  WIr bItten, / laß Vns In GotteselIgkeIt sterben,  Gott eWIg erWerben“, je součástí městské památkové zóny Český Dub.